# Jefimija
Jefimija (în sârbă Јефимија, sr[jěfiːmija]; n. 1349 – d. 1405), nume secular Jelena Mrnjavčević (în sârbă chirilică: Јелена Мрњавчевић, sr[jělena mr̩̂ɲaːʋtʃeʋitɕ] sau pronunție în sârbocroată [mr̩ɲǎːʋ-]), fiica ducelui Vojihna din Drama și văduvă a magnatului Jovan Uglješa Mrnjavčević este considerată prima poetă sârbă, renumită în literatura medievală.  Lamentările, formă feminină a liricii, sunt comune în unele limbi slave (în sârbă: tužbalice), iar lamentările narative lungi sunt legate de cântecele epice eroice (de exemplu, lamentarea soției lui Igor, Iarsolavna, în Povestea campaniei lui Igor,  Слово о пълкѹ игоревѣ, Slovo o pŭlku Igorevě).

## Biografie
Numele ei secular a fost Jelena, fiică a kesarului (ducelui) Vojihna din Drama și soția lui Jovan Uglješa Mrnjavčević, un alt feudal medieval sârb, a fost o figură tragică și maiestuoasă în istoria sârbă a familiei Mrnjavčević. A crescut la curtea tatălui ei, unul dintre marii dregători ai coroanei, Kesar - echivalent cu marele trezorier - al treilea mare funcționar al statului, după despot și sevastocrator, care  i-a asigurat o educație adecvată. 
Evenimentele tragice din viața ei par să fi fost sursa de inspirație pentru compozițiile ei literare, care au fost gravate pe spatele auriu al icoanelor sau brodate pe perdelele bisericii, mai degrabă decât să fi fost scrise pe pergament de hârtie.  
Moartea prematură a fiului ei, Uglješa, care a intervenit la scurt timp după moartea tatălui ei, Vojihna, a semnalat începutul tragediilor care urmau să o declanșeze.  
Copilul său a fost înmormântat împreună cu bunicul său la Mănăstirea sârbă Hilandar de pe Muntele Athos, în Grecia, unde femeilor li s-a interzis să intre. Mănăstirea sârbă se afla departe de orașul Serres, unde Jelena locuia la curtea Despotului Jovan Uglješa, soțul ei. Aflată în imposibilitatea de a vizita mormântul fiului ei, ea și-a gravat lamentațiile pe spatele dipticului (icoană cu două panouri) pe care Teodosije, episcopul de Serres, l-a oferit cadou pentru pruncul Uglješa la botezul său. Prețioasa piesă de artă, valoroasă datorită aurului, pietrelor prețioase și sculptării frumoase în panouri de lemn, a devenit neprețuită după ce pe spatele ei au fost gravate lamentațiile Jelenei. Frumusețea acelei lamentații rezultă din simplitatea și întristarea sa reținută și demnă, dar destul de evidentă, maternă. Tânăra mamă recunoaște că nu se poate abține. Ceea ce se dorea a fi o rugăciune pentru copilul decedat a devenit mărturisirea unei mame incapabile să-și ascundă durerea interioară pentru noul ei născut. Gravată pe icoanele care înfățișează mama Maria și fiul Iisus, lamentația lui Jelena pentru Uglješa a imortalizat întristarea tuturor mamelor care jelesc copiii decedați.

## Bătălia de la Marița
Anul 1371 a adus o altă tragedie în viața Jelenei. Soțul ei, Jovan Uglješa, împreună cu frații săi Vukašin Mrnjavčević și Gojko Mrnjavčević, și-au adunat armatele pentru a încerca să oprească amenințarea otomană care a apărut în Balcani. S-au întâlnit cu turcii lângă râul Marița. În bătălia care a urmat, doi dintre frații Mrnjavčević, precum și cea mai mare parte a soldaților lor, au fost uciși. Din nefericire, o relatare istorică contemporană a bătăliei lipsește. Conform legendei, Vukašin a fost surprins de faptul că turcii sunt cu totul depășiți numeric și a decis să ridice tabăra pentru o seară înainte de luptă. Otomanii au așteptat și au atacat taberele sârbești într-un atac nocturn și au reușit să obțină o victorie decisivă împotriva tuturor șanselor. Invazia turcă asupra regiunii Raška și a altor provincii feudale sârbe a fost amânată, dar cu costuri mari. 
Tragedia personală a lui Jelena a fost sporită de tragedia națională. La douăzeci și doi de ani, era deja văduvă - neputincioasă și de neconsolat. A trebuit să părăsească curtea din Serres și să se mute în orașul Kruševac, capitala principatului Raška, unde a acceptat ospitalitatea curții prințului Lazar Hrebeljanović și a soției sale, Milica Hrebeljanović. Cu puțin timp înainte de a se muta la Kruševac, Jelena a devenit călugăriță și a luat numele de Jefimija.
În timp ce se afla la curtea lui Lazar Hrebeljanović, Jefemija, care pare să fi fost expertă în arta broderiei, a brodat o perdea pe care a trimis-o la mănăstirea Hilandar în dar. Textul brodat pe perdea nu este compoziția inițială a Jefimijei, ci o combinație de pasaje din rugăciunile lui Simeon Noul Teolog despre Sfânta Împărtășanie, Simeon Metafrast și ale Sfântului Ioan Gură de Aur. Este o perdea mare, frumos brodată și ornamentată, care este încă un obiect de valoare în Mănăstirea Hilandar de la Muntele Athos. 

## Bătălia de la Kosovo
Bătălia tragică de la Marița din 1371 nu a fost decât un preludiu al fatalei confruntări dintre forțele turce invadatoare, conduse de sultanul Murad I, și războinicii sârbi, conduși de prințul Lazăr, care a avut loc în 1389 pe câmpul Kosovo.  
Bătălia de la Kosovo Polje poate fi descrisă cel mai bine ca o remiză, după ce cei doi lideri care s-au confruntat au fost uciși și armatele lor au fost decimate, cu toate că bătălia a fost considerată o înfrângere pentru sârbi deoarece nu au putut să se recupereze în anii următori. Prin urmare, pentru sârbi, bătălia de la Kosovo a marcat începutul aproape a cinci secole de ocupație otomană și habsburgică a țărilor sârbe.  
Gazda și protectorul Jefemijei, prințul Lazăr, a fost decapitat la ordinul fiului lui Murad, Baiazid. Încă o dată, întristarea lui Jefimija a fost sporită de tragedia națională pentru pierderea lui Lazăr. Și-a exprimat mâhnirea prin artă: a brodat un giulgiu pentru sicriul lui Lazar. Pe acel giulgiu, ea a brodat un text poetic al creației originale, în care se adresa direct sfântului martir mai degrabă decât lui Dumnezeu, așa cum se obișnuia. Acest giulgiu a fost finalizat în 1402; iar în 1405, cu puțin înainte de moartea ei, Jefimija a brodat un epitaf. În textul brodat pe această epitaf, Mama își plânge Fiul, indicând posibilitatea ca Jefimija să se gândească din nou la propriul ei fiu decedat, în timp ce lucra la această broderie. 

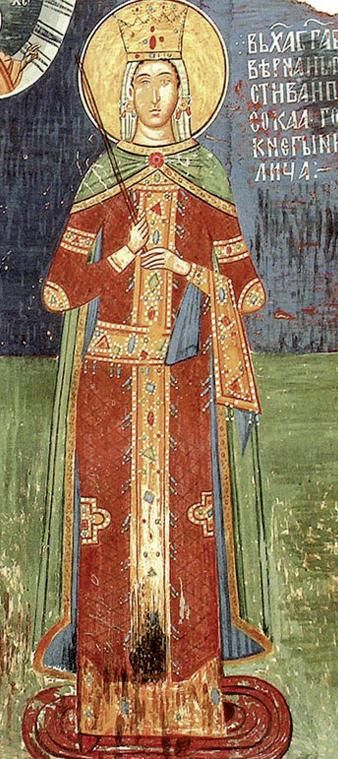
Prințesa Milica a Serbiei

Compozițiile literare ale Jefimijei se caracterizează prin folosirea persoanei I și prin expresia ei de durere și anxietate concretă și personală, mai degrabă decât de abstractizare. 
Această mamă îndurerată și nefericită soție, care a putut să-și transforme întristarea în artă frumoasă, ar fi murit cel mai probabil în jurul anului 1405. Nu se știe exact unde și când a murit călugărița Jefimija. Ultima mențiune despre ea este într-o cartă a despotului Ștefan Lazarević, care o numește un despot (domnitor), o doamnă și o mamă. Se crede că și-a petrecut ultimii ani din viață în mănăstirea Ljubostinja, fondată de prințesa Milica, unde un număr mare de văduve, nobile sârbe, ai căror soți nu s-au întors, au devenit călugărițe după bătălia din Kosovo. Într-o singură zi, trei sute de femei au căutat monahismul datorită acestei lupte. În general, se crede că a fost înmormântată în Ljubostinja, deși unele cercetări susțin că a fost înmormântată la Veliko Polje, lângă Obrenovac. În cartea Ljubostinja, Srdjan Đurić afirmă că în mormântul de lângă prințesa Milica se află și sarcofagul prietenei sale, călugărița Jefimija”.

## Moștenire
Jefimija a fost inclusă pe locul 11 în lista și cartea din 1993 a celor mai proeminenți 100 de sârbi (în sârbă 100 најзнаменитијих Срба). Cartea cu cele 100 de biografii a fost redactată de membri ai Academiei Sârbe de Științe și Arte și anume Sava Vuković, Pavle Ivić, Dragoslav Srejović, Dejan Medaković, Dragomir Vitorović, Zvonimir Kostić, Vasilije Krestić, Miroslav Pantić și Danica Petrović.